# Nationalpark Macaya
Der Nationalpark Macaya (französisch Parc National Naturel Macaya, Haitianisch-Kreolisch Pak nasyonal Makaya) liegt im Südwesten der Republik Haiti auf der Tiburon-Halbinsel.

## Geschichte
Der Nationalpark wurde 1983 ausgewiesen. Das Umweltministerium arbeitet an einem Managementplan für den Park, in dem es immer noch zu Abholzungen kommt.

## Geographie
Der Park hat eine Fläche von 99,02 km². Die namensgebende Gebirgskette ist die größte innerhalb des Massif de la Hotte. Sie befindet sich östlich der Bergkette Grande Colline und besteht aus zwei in Ost-West-Richtung orientierten Graten, die durch einen Sattel verbunden sind. Der höchste Punkt auf dem Gipfel des Macaya erreicht eine Höhe von 2347 m. Etwa 8588 ha des Parks liegen über 1000 m Höhe und davon 468 ha über 2000 m.

## Flora und Fauna
Im Park wurden etwa 900 Pflanzenarten gezählt, darunter 123 Orchideenarten. Zudem wurden 31 Froscharten beobachtet, darunter Antillen-Pfeiffrösche wie Eleutherodactylus eunaster, Eleutherodactylus nortoni, Eleutherodactylus parapelates und Eleutherodactylus thorectes. Darüber hinaus wurden 27 Reptilienarten gezählt. Diese umfassen unter anderem Arten der Gattung Anolis wie Anolis coelestinus und Anolis hendersoni sowie Schlangen, darunter die Art Ialtris haetianus, die im Süden Hispaniolas endemisch ist, d. h. ausschließlich dort verbreitet ist. Die Avifauna umfasst mindestens 73 Arten.